# Ruusbroecgenootschap
Het Ruusbroecgenootschap is een interdisciplinair onderzoeksinstituut aan de Universiteit Antwerpen dat zich toelegt op de studie van de geschiedenis van de spiritualiteit in de Nederlanden en zorg draagt voor een bijzondere erfgoedbibliotheek. Het Instituut is vernoemd naar Jan van Ruusbroec, de veertiende-eeuwse Brabantse mysticus.

## Geschiedenis

### Oprichting
Het Ruusbroecgenootschap werd in 1925 gesticht door vier jezuïeten: Desideer Stracke, Jozef Van Mierlo, Leonce Reypens en Jan-Baptist Poukens. De eerste drie, allen afgestudeerd in de Germaanse filologie aan de Universiteit Leuven, waren de initiatiefnemers; laatstgenoemde, Vlaamsgezind, sloot zich bij het drietal aan na zijn vertrek bij het hagiografische gezelschap van de Bollandisten te Brussel, waar hij zeer kortstondig  als klassiek filoloog werkzaam was geweest. 
Stracke was in 1904, na het voltooien van zijn doctoraat, begonnen aan de samenstelling van de Bibliotheca Ascetica Patrum Societatis Jesu Provinciae Flandrensis, een bibliotheek die bronnen- en studiemateriaal moest gaan leveren voor het onderzoek van de spiritualiteit van de jezuïetenorde in de Nederlanden vanaf de Contrareformatie tot de achttiende eeuw. Dit project zou uiteindelijk uitgroeien tot een breder onderzoek naar de geschiedenis van de spiritualiteit in de Nederlanden vanaf de middeleeuwen. In deze context begonnen de drie Germanisten samen te werken. Reeds in 1913 ondernamen ze – op aanraden van Willem De Vreese – in aanwezigheid van Jozef-Jan Nieuwenhuyzen sj een gezamenlijke reis naar Oostenrijk-Hongarije om daar op zoek te gaan naar Middelnederlandse mystieke teksten in handschriften en incunabelen. Het materiaal dat de onderzoekers door de jaren heen verzamelden groeide snel en de behoefte aan een bibliotheek en een meer formele vorm van samenwerking deed zich steeds meer voelen.

### Huisvesting
Door de jaren heen is het Ruusbroecgenootschap op meerdere locaties in Antwerpen gevestigd geweest. In de eerste jaren na de oprichting in 1925 betrok het een vleugel van het Onze-Lieve-Vrouwecollege, maar al in 1931 verhuisde het naar het aangrenzende pand tegenover het Stadspark. In 1937-1938 verhuisde het genootschap opnieuw, ditmaal naar de Prinsstraat, in de nabijheid van de Sint-Ignatius-Handelshogeschool. Dit pand zou bekend worden als het 'Ruusbroec-Huis'. Met financiële steun uit de nalatenschap van Lieven Gevaert werd vlakbij het huis in 1952 een oude koffiebranderij aangekocht, die na een verbouwing dienst kon gaan doen als magazijn voor de bibliotheek van het genootschap. Sinds 2006 behoort ook het aangrenzende pand, sedert lang een jezuïeteneigendom dat verbouwd werd, tot het Ruusbroecgenootschap. Hier is het onderzoeksinstituut gevestigd.

## Bibliotheek

### Erfgoedbibliotheek en Erfgoedlabel
Sinds 2008 maakt de bibliotheek van het Ruusbroecgenootschap deel uit van de vzw Vlaamse Erfgoedbibliotheek, samen met vijf andere partnerbibliotheken: Erfgoedbibliotheek Hendrik Conscience (Antwerpen), Openbare Bibliotheek Brugge, Universiteitsbibliotheek Gent, Provinciale Bibliotheek Limburg (Hasselt), en Universiteitsbibliotheek Leuven. Als onderdeel van de Vlaamse Erfgoedbibliotheek neemt de bibliotheek van het Ruusbroecgenootschap jaarlijks deel aan de Erfgoeddag en plaatst ze gedigitaliseerde bronnen op de Flandrica-website.
In juni 2011 ontving de bibliotheek van het Ruusbroecgenootschap bovendien, samen de Universiteitsbibliotheek van de Universiteit Antwerpen, het erfgoedlabel 'Erkende Erfgoedbibliotheek' van de Vlaamse Overheid.

### Geschiedenis
De bibliotheek van het Ruusbroecgenootschap is sinds 1954 gevestigd op Grote Kauwenberg in Antwerpen. De groeiende boekencollectie had het genootschap in de eerste jaren van zijn bestaan meerdere malen gedwongen om te verhuizen. Op Grote Kauwenberg konden een magazijn en een leeszaal worden ingericht. Bij een grote verbouwing die duurde van 1985 tot 1988 kreeg het boekenmagazijn  een extra vleugel en werd de leeszaal werd vergroot.

#### Bibliothecarissen
- Piet Grootens s.j. († 1985), actief 1947-1953.
- Jos Andriessen s.j. († 2007), actief 1955-1975.
- Frans Hendrickx (°1941), actief 1975-2006.
- Erna Van Looveren (°1959), actief (2003) 2007-08.2023.
- Kara Verboven (°1990), actief sedert 09.2023.

### Collectie
De collectie van het Ruusbroecgenootschap heeft altijd in dienst gestaan van onderzoek. Dit heeft geresulteerd in een homogene collectie die bronnen en studies over het spirituele leven in de Nederlanden bevat van de middeleeuwen tot heden.

#### Middeleeuwse en post-middeleeuwse handschriften
De bibliotheek van het Ruusbroecgenootschap bewaart een collectie van ca. 500 handschriften. Het merendeel van deze handschriften is geschreven na de middeleeuwen, ca. 40 handschriften zijn afkomstig uit de veertiende en vijftiende eeuw. Bovendien bezit de bibliotheek ook tientallen fragmenten van middeleeuwse handschriften. In de handschriftencollectie worden onder meer een handschrift met teksten van de mystica Hadewijch en een met preken van Jan Brugman bewaard.

#### Incunabelen en post-incunabelen (ca. 1475-1550)
De collectie incunabelen en post-incunabelen bij het Ruusbroecgenootschap is bescheiden. De bibliotheek heeft ze nooit actief verzameld. De meeste items in deze collectie werden in 1993 in permanente bruikleen gegeven door de jezuïeten van het Antwerpse Onze-Lieve-Vrouwe-College. In deze collectie bevindt zich echter wel het oudste (bekende) gedrukte boek uit Vlaanderen. Het werd gedrukt in 1473 in Aalst door Dirk Martens (Speculum conversionis peccatorum van Dionysius Cartusianus, ook bekend als Dionysius van Rijkel). De Vlaamse Erfgoedbibliotheek heeft dit boek in 2012 uitgeroepen tot Topstuk.

#### Oude drukken (ca. 1550-1800)
De collectie oude drukken bestaat uit ca. 30.000 banden. Het grootste deel van deze boeken gaat over christelijke moraliteit en privé-devotie. In deze collectie zijn allerlei soorten boeken te vinden, meestal in het Nederlands of in het Latijn. Bijvoorbeeld: gebedenboeken, mirakelboeken, boeken over heiligen, boeken over martelaars, boeken over mystici, boeken over pelgrimages, boeken met preken, boeken met religieus drama en boeken over Jezuïeten.

#### Negentiende- en twintigste-eeuwse bronnen
De collectie primaire bronnen uit de negentiende en vroege twintigste eeuw heeft een grote waarde voor het onderzoek naar de geschiedenis van het religieuze leven vanaf de eerste jaren van het Belgische koninkrijk tot aan de Tweede Wereldoorlog. De items in deze collectie geven waardevolle informatie over een groot aantal onderwerpen, zoals: stigmatici, de invloed van de middeleeuwse mystieke traditie in de moderne tijd, de stichting van nieuwe religieuze ordes, de heropkomst van broederschappen en de promotie van de verering van het Heilig Hart, de Heilige Familie en de Heilige Communie. Deze collectie bevat onder meer handboeken, brochures van pelgrimsplaatsen, boeken over Mariaverschijningen, boeken over de canonisering van heiligen, boeken over pausen en lokale geestelijken, gebeden en litaniën.

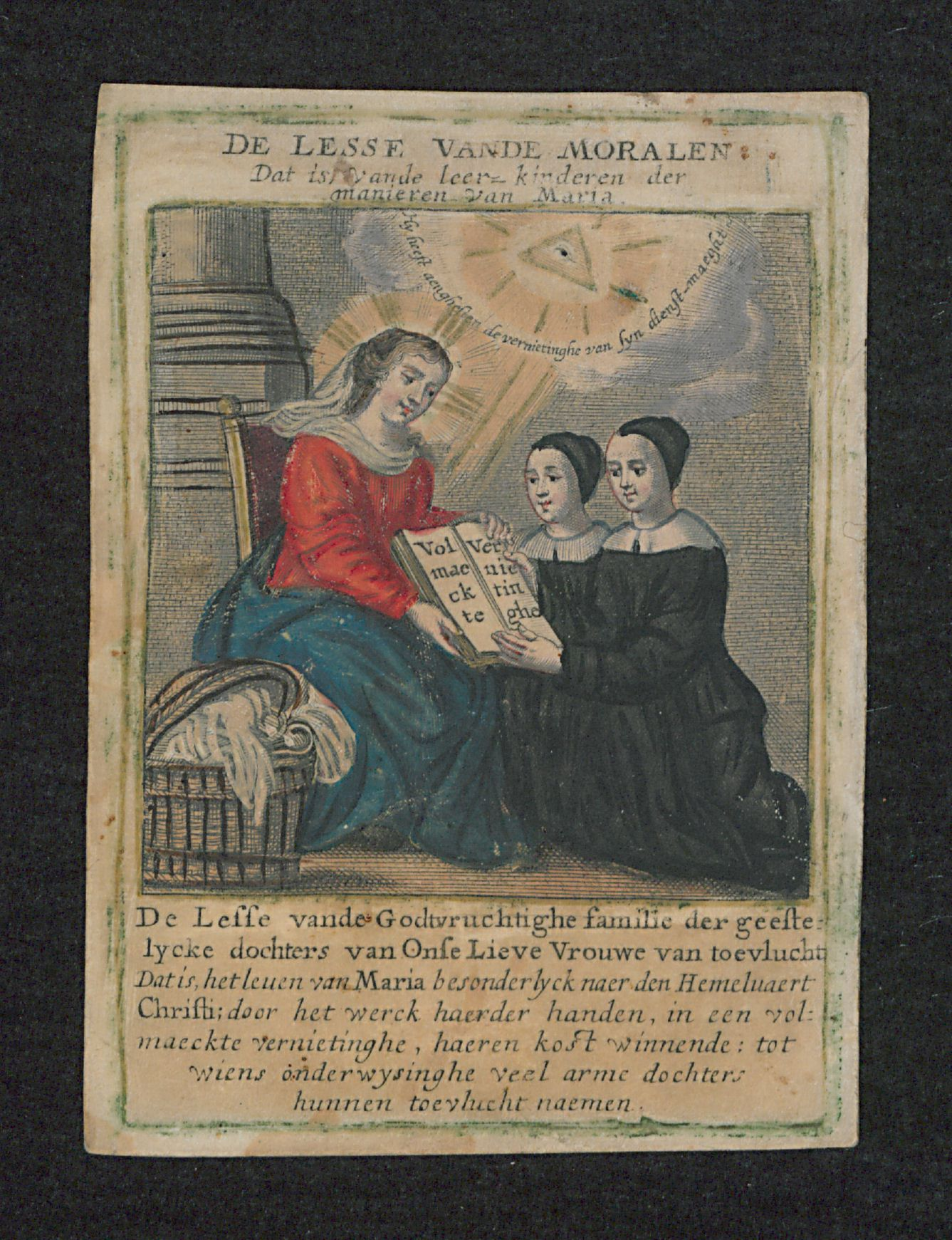
Voorbeeld uit de Collectie Thijs

#### Devotieprenten
In de prentenkamer worden ca. 40.000 devotieprenten bewaard, gedrukt in de zeventiende, achttiende en negentiende eeuw. Een groot deel van deze prenten is van Antwerpse herkomst. De drukkersstad Antwerpen nam immers een belangrijke plaats in in de Contrareformatie. Behalve kleine gedrukte prentjes verzamelt het Ruusbroecgenootschap ook iconografische materiaal over Jan van Ruusbroec, zijn medebroeders en hun priorij Groenendaal. Ook de Collectie Thijs wordt bewaard bij het Ruusbroecgenootschap.

## Publicaties

### De werken van Jan van Ruusbroec
Tussen 1981 en 2007 zijn aan het Ruusbroecgenootschap, onder begeleiding van Guido de Baere, alle werken van Jan van Ruusbroec kritisch geëditeerd in Ruusbroecs Opera Omnia (Lannoo). Naast de Middelnederlandse teksten bevatten deze edities ook een moderne Engelse vertaling en de zestiende-eeuwse Latijnse vertaling van Laurentius Surius. Na voltooiing van de afzonderlijke delen werd besloten om al Ruusbroecs werken te bundelen in één band. In 2014 verscheen The complete Ruusbroec (Brepols) van Guido de Baere en Thom Mertens, dat bestaat uit één deel met alle Middelnederlandse teksten en één deel met alle Engelse vertalingen. In datzelfde jaar verscheen A companion to Ruusbroec (Brill) van John Arblaster en Rob Faesen, waarin de stand van het onderzoek naar Ruusbroecs mystieke leer werd samengevat.

### Ons Geestelijk Erf
Ons Geestelijk Erf. Journal for the history of spirituality in the Low Countries is het wetenschappelijke tijdschrift dat het Ruusbroecgenootschap sinds 1927 publiceert. In het eerste nummer zette de redactie uiteen wat het doel van het tijdschrift was: om de resultaten van het onderzoek naar de geschiedenis van de spiritualiteit (vroomheid) in de Nederlanden onder de aandacht te brengen, werd besloten, in navolging van de trend in de omringende landen, een wetenschappelijk tijdschrift uit te brengen. Met de titel verwees de redactie naar de ononderbroken lijn van de katholieke traditie in het zielenleven van de bekering tot aan hun eigen tijd. Met de bijdragen in het tijdschrift, die vooral betrekking hadden op het spirituele leven in de middeleeuwen en de vroegmoderne tijd, wilden de oprichters van het Ruusbroecgenootschap bouwstenen aanleveren voor de geschiedenis van het godsdienstig leven van de voorvaderen, waarvan ze hoopten dat hij ooit geschreven zou worden.

### Bloemen van Ons Geestelijk Erf
In de reeks Bloemen van Ons Geestelijk Erf werd Middelnederlandse geestelijke literatuur uitgegeven in de oorspronkelijke tekst, voorzien van een moderne Nederlandse vertaling ernaast. De reeks bestond van 1929 tot 1932 en werd in 1949 met een 'Nieuwe Reeks' nieuw leven ingeblazen. In 1973 werd hij voortgezet onder de naam Ruusbroec hertaald tot 1986.

### Studiën en Tekstuitgaven van Ons Geestelijk Erf
Studiën en Tekstuitgaven van Ons Geestelijk Erf is een reeks wetenschappelijke uitgaven. De reeks werd gestart in 1931 en er verschenen 25 delen in, waaronder de herdruk van Stephanus Axters' monumentale, vierdelige Geschiedenis van de vroomheid in de Nederlanden (1950-1956, herdrukt in 2000).

### Overige publicaties
In 2009 publiceerde Veerle Fraeters samen met Frank Willaert een nieuwe editie van de Liederen van Hadewijch (Historische Uitgeverij). Dit boek werd bekroond met de Kruyskampprijs.
Op het gebied van de prekenstudie heeft het Ruusbroecgenootschap enkele belangrijke boeken gepubliceerd. Om te beginnen het Repertorium van Middelnederlandse preken in handschriften tot 1550 (Peeters), samengesteld door Maria Sherwood-Smith en Patricia Stoop (dl. 1-3: 2003) en Daniël Ermens en Willemien van Dijk (dl. 4-7: 2008). Daarnaast verschenen in 2008 de bundel De Middelnederlandse preek (Verloren) onder redactie van Patricia Stoop, Thom Mertens en Christoph Burger en in 2013 Schrijven in commissie (Verloren) van Patricia Stoop.
Kees Schepers' editie van Willem Jordaens' De ornatu spritualium nuptiarum, de Latijnse vertaling van Jan van Ruusbroecs Die geestelike brulocht verscheen in 2004 (Brepols).
In een publicatie van de bibliotheek wordt ook de link gelegd tussen Ruusbroec en de Pelgrimbeweging.

## Onderzoekers

### De eerste generatie
De eerste generatie Ruusbroecgenoten waren 'niet alleen vurig katholiek maar ook strijdend Vlaams geïnspireerd'.
- Jozef Van Mierlo s.J. (1878-1958).
- Desideer Stracke s.J. (1875-1970). Tot 1945.
- Leonce Reypens s.J. (1884-1972).
- Jan Baptist Poukens s.J. (1882-1962). Classicus van opleiding (Leuven). Voordat hij medestichter van het Ruusbroecgenootschap werd, werkte hij enige tijd bij de Bollandisten te Brussel. Hij legde zich onder meer toe op het vertalen van Anton Huonders vierdelige meditatieboek voor priesters naar het Duits, en was tussen 1931 en 1942 lector Duits aan de Sint-Ignatius Handelshogeschool.[4]

In deze periode waren ook Karel Claus s.J. (†1960) en Jozef Van Opdenbosch s.J. (1892-1944) voor korte tijd aan het Ruusbroecgenootschap verbonden. Van Opdenbosch, die in 1944 om kwam bij een inslag van een V2-raket, was in 1941 tot het Genootschap toegetreden en bestudeerde de fundamenten van de eucharistieleer in de Nederlanden vanaf de Karolingische periode. Hij zou de opvolger van Desideer Stracke zijn geworden.

### De tweede generatie
De tweede generatie Ruusbroecgenoten 'ging meer "ingekeerd" te werk en ontwikkelde vanuit het spirituele erfgoed een indrukwekkende eruditie op theologisch, historisch en pastoraal gebied'.
- Bernard Spaapen s.J. (1912-1977). Trad in 1946 tot het Ruusbroecgenootschap toe. Tot zijn dood in 1977 bleef hij er werkzaam.
- Lodewijk Moereels s.J. (1899-1986). Volgde in 1945 Desideer Stracke op en leidde het Ruusbroecgenootschap tot 1973.
- Albert Ampe s.J. (1912-2004). Trad in 1947 toe tot Ruusbroecgenootschap en bleef er tot 1997 werkzaam.
- Jos Andriessen s.J. (1917-2007). Werd in 1955 aangesteld bij het Ruusbroecgenootschap.

In deze periode waren ook Albert Deblaere sj (†1994), Achilles Gheerardijn sj (†2005), Piet Grootens sj (†1985) en Florent Van der Veken sj (1895-1974) voor korte tijd aan het Ruusbroecgenootschap verbonden. Albert Deblaere werkte van 1956 tot 1958 voor het Ruusbroecgenootschap. Hoewel zijn verblijf kort was, was het invloedrijk.

### De derde generatie
De derde generatie Ruusbroecgenoten 'ging weer midden in de teksten staan met grondige studies'.
- Paul Mommaers sj Van 1974 tot 2001 verbonden aan het Ruusbroecgenootschap.
- Paul Verdeyen sj Van 1978 tot 2000 verbonden aan het Ruusbroecgenootschap.
- Jos Alaerts sj Volgde in 1974 Lodewijk Moereels op. Hij bleef tot 1989 verbonden aan het Ruusbroecgenootschap, toen hij binnen de orde andere taken kreeg.
- Guido de Baere sj (°1940). Trad in 1968 als assistent in dienst van de UFSIA. Werkte tussen 1977 en 1988 aan de Nijmeegse universiteit en was daarna, als opvolger van Jos Alaerts, tot 2006 aangesteld bij het Ruusbroecgenootschap. Ook na zijn emeritaat is hij er werkzaam gebleven. Tussen 1981 en 2006 leidde hij het Opera Omnia-project, dat tot doel had alle werken van Jan van Ruusbroec te editeren.[7]

### De vierde generatie
De vierde generatie Ruusbroecgenoten 'bestaat grotendeels uit leken die zich anders verhouden tot de spiritualiteit' dan de voorgaande generaties van Jezuïeten.
- Thom Mertens (°1953). Van 1985 tot 2018. Genoot zijn opleiding in Nijmegen en kwam in 1985 in dienst van het Ruusbroecgenootschap waar hij Jos Andriessen opvolgde. Directeur van het Ruusbroecgenootschap van 2001 tot 2007 en van 2012 tot 2015. Eindredacteur van Ons Geestelijk Erf tot 2018.
- Theo Clemens (°1948). Volgde in 2003 Paul Mommaers op (70%) en bleef tot 2012 in dienst van het Ruusbroecgenootschap. Directeur van het Ruusbroecgenootschap van 2007 tot 2012.
- Veerle Fraeters (°1963). Volgde in 2002 Paul Verdeyen op. Directeur van het Ruusbroecgenootschap van 2015 tot 2019.
- Rob Faesen s.J. (°1958). Volgde in 2003 Paul Mommaers op (30%).
- Kees Schepers (°1960). Is gepromoveerd aan de Rijksuniversiteit Groningen en is sinds 1990 verbonden aan het Ruusbroecgenootschap. Hij volgde in 2007 Guido de Baere op.

In deze periode was ook August den Hollander (°1964) verbonden aan het Ruusbroecgenootschap. August den Hollander volgde in 2012 Theo Clemens, tot hij in 2015 hoogleraar werd aan de Vrije Universiteit Amsterdam.
In deze periode nam door de integratie in de Universiteit Antwerpen ook het aantal beginnende onderzoekers toe.

### De vijfde generatie
- Tine Van Osselaer (°1979). Tine Van Osselaer koos in 2015 het Ruusbroecgenootschap uit om haar internationale onderzoek naar negentiende- en twintigste-eeuwse stigmatici uit te voeren.
- John Arblaster (°1985). Promoveerde in 2016 aan de KU Leuven. Volgde in 2018 Thom Mertens op.